# Rugby a 15 nel 1939

## Attività internazionali

### I tour
I venti di guerra fanno sì che, già nel 1939, l'attività internazionale sia notevolmente rallentata.

### Altri test
Il clima di tensione politica porta la Francia ad interrompere i rapporti con Italia, Germania e Romania.
| Milano 11 febbraio 1939 | Italia   | 3 – 12 | Germania | (Arena Civica)\| Arbitro: \| Godillot \| |
| Arbitro:                | Godillot |        |          |                                          |

| Roma 29 aprile 1939                              | Italia    | 3 – 0 | Romania | Testaccio |
| \| \| \| \| \| c.p.: Vigliano \| Marcatori \| \| |           |       |         |           |
|                                                  |           |       |         |           |
| c.p.: Vigliano                                   | Marcatori |       |         |           |

| Anversa 23 ottobre 1939 | Belgio | 23 – 6 | Paesi Bassi |  |

## Barbarians
La selezione ad inviti dei Barbarians disputa i seguenti incontri:
| Penarth 7 aprile 1939 | Penarth RFC | 11 – 30 | Barbarians |  |

| Cardiff 8 aprile 1939 | Cardiff RFC | 6 – 11 | Barbarians | Arms Park |

| Swansea 10 aprile 1939 | Swansea RFC | 12 – 3 | Barbarians | (Saint Helen's) |

| Newport 11 aprile 1939 | Newport RFC | 6 – 9 | Barbarians | (Rodney Parade) |

## Campionati nazionali
| Argentina            | Camp. di Buenos Aires | Old Georgians     |
| Nuovo Galles del Sud | Shute Shield          | Sydney University |
| Francia              | Campionato 1938-39    | Biarritz          |
|                      | Challenge du Manoir   | Pau               |
| Italia               | Campionato 1938-39    | Amatori Milano    |
| Sudafrica            | Currie Cup            | Transvaal         |
| Romania              | Campionato            | Sportul Bucarest  |